# Várzea do Carmo

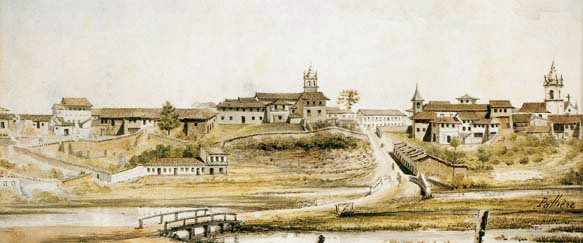
A Várzea do Carmo pintada por Arnaud Pallière

Várzea do Carmo era a denominação de uma das zonas centrais da cidade de São Paulo, adjacente ao Convento do Carmo e freqüentemente atingida pelas cheias do rio Tamanduateí, inicialmente conhecido como Piratininga. Em 1821, o Major de Engenheiros Pedro Arbues Moreira apresentou ao governo uma proposta de desaguamento da Várzea do Carmo, com a abertura de um canal de 40 palmos de largura. Por ser uma obra muito cara não foi executada. Durante a presidência do Padre Dr. Vicente Pires da Mota foram feitas muitas melhoras no local, entre elas a mudança no curso do rio Tamanduateí. Na administração dos presidentes João Teodoro Xavier e João Alfredo Correia de Oliveira, foram realizadas várias obras com o objetivo de preservar o local das inundações. 
O saneamento integral e a recuperação da Várzea do Carmo foi um processo lento. Após a canalização do rio, que só foi concluída na segunda década do século XX, o topônimo caiu em desuso e, hoje a zona é - grosso modo - equivalente ao Parque Dom Pedro II.
Na Várzea do Carmo, em São Paulo, em 14 de abril de 1895, foi realizada uma partida de futebol entre ingleses e anglo-brasileiros, formados pelos funcionários da Companhia de Gás e da Estrada de Ferro São Paulo Railway. Essa é considerada a primeira partida de futebol do país. O amistoso terminou em 4 a 2, com vitória do São Paulo Railway.

## A Companhia da Várzea do Carmo
A Companhia Mêcanica, que havia efetuado grande parte da canalização do rio Tamanduateí, recebeu a proposta da Prefeitura para realizar a urbanização da Várzea. Tratava-se de executar o projeto então elaborado para o parque. Como o Tesouro Municipal não dispunha de recursos, o prefeito Washington Luís Pereira de Sousa propôs que o serviço fosse pago com os terrenos remanescentes, que pertenciam ao Município. A Companhia Mecânica, por ser uma poderosa organização empreiteira, não achou vantajosa essa troca de terras por serviços e desistiu.
O prefeito tinha como secretário o Sr. Antônio Almeida Braga, que se propôs a conseguir os recursos necessários para a urbanização por meio de uma companhia a ser construída. Assim surgiu a Companhia da Várzea do Carmo, que tinha como presidente o Visconde de Moraes. Para o Conselho Fiscal foi nomeado o engenheiro Ricardo Severo da Fonseca e Costa, sócio do escritório de Engenharia e Construções Ramos de Azevedo. Os escritórios dessa nova Companhia ficavam no prédio do Banco Português do Brasil, na rua XV de Novembro. 
Em 1921 o canal do Tamanduateí foi concluído, junto com o ajardinamento da área, atraindo multidões à procura de trabalho. Dois anos depois o serviço estava completamente terminado e teve início a venda de lotes, que eram em média de duzentos metros quadrados com sete metros de frente. Os dois maiores lotes foram adquiridos pela Prefeitura para a construção do Mercado Central (atual Mercado Municipal de São Paulo).
Com os trabalhos de urbanização do parque e canalização do rio, mudava-se o leito antigo para transformar-se na rua 25 de Março. Ali existia um movimentado porto, com grandes e rústicos armazéns. Dessa extinta atividade restou a denominação Ladeira Porto Geral. Também desapareceram os portos do Tamaduateí, denominados Beco das Barbas, na atual Ladeira Porto Geral, da Figueira, na foz do Anhangabaú; da Tabatinguera, diante da rua de mesmo nome. Já o rio estava difícil de navegar devido aos bancos de areia, entulhos e aguapés.

## História
Antes de se tornar o Parque Dom. Pedro II, toda região era denominada Várzea do Carmo, várzea por ser uma área que se inunda pelas cheias do rio Tamanduateí e rio do Carmo , este que se encontrava próximo a igreja do Carmo, que também nomeava a ladeira e ponte ao final dela ( região hoje conhecida como Avenida Rangel Pestana). O rio Tamanduateí teve por anos suas margens utilizadas para banhos, pelas lavadeiras e também  para o despejo de lixos. As recorrentes enchentes se tonaram um problema para a população, pois foi responsável por trazer doenças às pessoas, por conta da insalubridade da Várzea. Com a intenção de resolver este problema, em 1810, uma vala foi construída no centro da Várzea para barrar os alagamentos. 
Em 1822, ao visitar a cidade de São Paulo o botânico francês Auguste Saint-Hilaire, caracterizou a Várzea de Carmo como uma “planície sem acidentes que apresenta uma encantadora alternativa de pastagens rasteiras e de capões de mato pouco elevados […] nas partes em que há mais água, o solo é entremeado de montículos cobertos de espessos tufos de relva.” e o rio Tamanduateí como quem ia serpenteando a região com suas sete voltas. Beco das sete voltas era denominada essa pequena parte que margeava o rio. em uma das setes voltas ficava o Porto Geral, que recebeu esse nome por ser o mais movimentado dos portos do rio. Eles duraram até 1849, quando se iniciaram obras para a retificação do rio. O Beco virou uma rua, que hoje é conhecida por 25 de março.
No fim do século XIX, a obra ganhou força para ser terminada. João Theodoro, em sua gestão, com o objetivo de transformar o rio em uma reta, especialmente na região do Brás e Luz, realizou a canalização da primeira parte do rio. Ainda, Theodoro foi responsável por colocar jardins e projetar a Ilha dos Amores, o que o transformou como um dos primeiros urbanistas do país. Em 1890, além de tentar encontrar novas soluções para as enchentes que ainda atingiam a população, o poder público discutia um plano de "embelezamento" da Várzea do Carmo.
Para que uma decisão fosse tomada, pelo executivo paulistano, sobre a situação das enchentes, foram 30 anos de discussões e debates. Em 1910, então, foi decido erguer um parque, onde participariam a iniciativa privada, o poder público municipal e estadual. Ideia que foi aprovada em 1914 e entregue a população em 1922. Assim, deixa de existir a Várzea do Carmo e surge o Parque Dom. Pedro II que se torna um dos mais importantes espaços públicos de São Paulo, por conter grande variedade de árvores. Em 1924, considerando a ideia do poder paulistano e a importância de transformar a região, foi contemplado o Palácio das Industrias. 
Com o crescimento demográfico e econômico da cidade, na década de 30, a maioria das construções dos tempos coloniais e do império foram destruídas e a cidade foi deixando de possuir característica "europeia". Além disso, nesse período surge o Plano das Avenidas que mudaria totalmente a estrutura do parque.
A primeira proposta voltada para à cidade de São Paulo foi feita pelo engenheiro Prestes Maia que, ao se tornar prefeito em 1938, começou a executar seu plano. A principal característica de sua ideia era a tentativa de fazer uma "cópia" das metrópoles americanas, e ter uma política voltada para o transporte rodoviário.
O parque sofreu intervenções e teve sua estrutura alterado, no final dos anos 50, como a pavimentação da Avenida do Estado no trajeto do Tamanduateí, a criação de cinco viadutos e diversas outras obras. A propósito, a concepção da Avenida do Estado, foi o marco para o início da degradação do parque. A estação do metrô Pedro II, o terminal de ônibus, surgido em 1971, e outras ideias do poder público, foram de gradando e destruindo o espaço do parque, que resultou no que temos hoje: apenas um espaço de transição e não mais de interação com a cidade.